# Gats (pel·lícula)
Gats (xinès tradicional: 貓與桃花源, xinès simplificat: 猫与桃花源, pinyin: Māo yǔ táohuāyuán, literalment 'El gat al jardí de les bresquilles de la immortalitat') és una pel·lícula d'animació de fantasia xinesa del 2018 dirigida i escrita per Gary Wang, produïda pels estudis Light Chaser Animation. Es va estrenar originalment a la Xina el 5 d'abril de 2018. La versió doblada al català es va estrenar el 2020 amb la distribució de Paycom Multimedia.
La pel·lícula va guanyar 1.658.338 dòlars el cap de setmana d'estrena i va acabar amb un total brut de 3.424.207 dòlars.

## Sinopsi
En Llamp viu a ciutat amb el seu pare, en Núvol. L'adora, però no vol ser com ell, perquè és un gandul. Un dia, però, en Núvol li parla d'un paradís llegendari.